# WIV Liga Premier 2016
La WIV Liga Premier 2016 fue la edición número 18 de la WIV Liga Premier.

## Formato
En el torneo participarán 8 equipos que jugarán dos veces entre sí mediante el sistema todos contra todos, totalizando 14 partidos cada uno: al término de las 14 jornadas el club con el mayor puntaje se proclamará campeón y junto al subcampeón, de cumplir con los requisitos establecidos, podrá participar en el Campeonato de Clubes de la CFU 2017.

## Tabla de posiciones
Actualizado el 14 de octubre de 2016.
| Pos. | Equipo            | PJ | PG | PE | PP | GF | GC | DG  | Pts. | Clasificado a                                 |
| ---- | ----------------- | -- | -- | -- | -- | -- | -- | --- | ---- | --------------------------------------------- |
| 1    | AFC Academy       | 12 | 9  | 1  | 2  | 38 | 28 | +10 | 28   | Campeón y Campeonato de Clubes de la CFU 2017 |
| 2    | Full Pyshic F.C.  | 12 | 9  | 0  | 3  | 45 | 17 | +28 | 27   | Campeonato de Clubes de la CFU 2017           |
| 3    | Beaches FC        | 12 | 8  | 0  | 4  | 35 | 29 | +6  | 24   |                                               |
| 4    | Cheshire Hall     | 12 | 6  | 2  | 4  | 38 | 30 | +8  | 20   |                                               |
| 5    | SWA Sharks        | 12 | 5  | 0  | 7  | 32 | 19 | +13 | 15   |                                               |
| 6    | Teachers FC       | 12 | 3  | 1  | 8  | 25 | 58 | −33 | 10   |                                               |
| 7    | Grand Turk United | 12 | 0  | 0  | 12 | 8  | 40 | −32 | 0    |                                               |
| 8    | Rozo FC           | 0  | 0  | 0  | 0  | 0  | 0  | 0   | 0    | Retirado                                      |